# Kvik Halden Fotballklubb
Il Kvik Halden Fotballklubb è una società calcistica norvegese con sede nella città di Halden. Milita nella 2. divisjon, terza divisione del campionato norvegese.

## Storia
Il club gioca nella 2. divisjon dal 2011, dopo la promozione dell'anno precedente. Superò infatti, ai play-off, l'Eik-Tønsberg con il punteggio di 5-1.
Nel 1997, ci fu una fusione tra lo FK Kvik e lo Halden FK, con entrambi i club di base ad Halden. Il risultato della fusione fu il Kvik Halden. Il Kvik era il club più importante, tra i due, ma lo Halden aveva una grande base di giovani calciatori. Questa mossa fu criticata, perché alcune persone sostennero che, in realtà, il Kvik assorbì semplicemente lo Halden.
L'unico successo del club fu datato 1918, con la vittoria dell'edizione stagionale della Coppa di Norvegia, superando il Brann in finale. Giocò altre due finali di coppa, nel 1915 e nel 1922, ma le perse entrambe.
Dopo la Seconda guerra mondiale, il Kvik Halden non giocò più nella massima divisione norvegese. Prima del conflitto, invece, il club era molto importante e fornì diversi calciatori alla Nazionale norvegese.

## Rosa
Rosa aggiornata al 9 aprile 2013.
| N. |                     | Ruolo | Calciatore          |
| -- | ------------------- | ----- | ------------------- |
|    | Norvegia (bandiera) | P     | Joacim Heier        |
|    | Norvegia (bandiera) | P     | Markus Løken        |
|    | Norvegia (bandiera) | D     | Josef Bouchleh      |
|    | Norvegia (bandiera) | D     | Lars Petter Brevig  |
|    | Norvegia (bandiera) | D     | Christian Halvorsen |
|    | Norvegia (bandiera) | D     | Jonas Hansen        |
|    | Norvegia (bandiera) | D     | Dardan Mehmeti      |

| N. |                     | Ruolo | Calciatore        |
| -- | ------------------- | ----- | ----------------- |
|    | Norvegia (bandiera) | D     | Agim Shabani      |
|    | Norvegia (bandiera) | C     | Fabian Andersen   |
|    | Norvegia (bandiera) | C     | Martin Elvestad   |
|    | Norvegia (bandiera) | C     | Sebastian Eriksen |
|    | Norvegia (bandiera) | A     | Dino Mulac        |
|    | Norvegia (bandiera) | A     | Drin Shasivari    |

## Palmarès

### Competizioni nazionali
- 3. divisjon: 1

2018 (gruppo 2)

### Altri piazzamenti
- Coppa di Norvegia:

Finalista: 1915
Semifinalista: 1908, 1913, 1916, 1917, 1927
- 2. divisjon:

Secondo posto: 2002 (gruppo 1)
Terzo posto: 2003 (gruppo 1), 2015 (gruppo 2)
- 3. divisjon:

Terzo posto: 1997, 2017 (gruppo 1)